# Tirana (kraj)
Kraj Tirana (albánsky Qarku i Tiranës) je jedním z dvanáctí krajů Albánie. Sestává z okresů Kavajë a Tirana. Jeho hlavním městem je Tirana (Tiranë). Na severu hraničí s krajem Drač, na severovýchodě s krajem Dibrër, na jihovýchodě s krajem Elbasan a na jihu s krajem Fier. Západní hranicí tvoří pobřeží Jaderského moře.